# L'Ultime Épreuve
Cet article concerne le jeu de rôle. Pour le roman Star Wars, voir L'Ultime Épreuve.
L’Ultime Épreuve est le premier jeu de rôle français, sorti en 1983 (un peu avant Légendes et un an avant Mega).
Il fut écrit par Fabrice Cayla et édité par Jeux Actuels.

## Système de jeu
Le système est une simplification du Basic Role-Playing, avec des compétences qui se calculent en additionnant directement les caractéristiques. Le principal moyen de progresser dans les compétences est d'augmenter les caractéristiques, par expérience en aventure ou apprentissage dans des écoles (dont certaines offrent également des bonus aux compétences).

## Univers
C'est un jeu médiéval-fantastique se déroulant dans le monde de Linaïs brièvement décrit. Les personnages viennent de l'un des six peuples humains : Peuple des monolithes (vivant dans le désert), Peuple des montagnes, Peuple des forêts, Peuple des mers, Peuple de Lynaïs (la métropole) et Peuple des Brigands-Voyageurs (nomades).
Contrairement à beaucoup de jeux de rôle, les personnages ont un but prédéfini. Ils doivent lutter contre les Seigneurs de la destruction et devenir assez puissants pour passer l’ultime épreuve : franchir une porte afin de rejoindre les Seigneurs de l'équilibre. Le jeu ne décrit pas ce qui arrive après cette ultime épreuve.
En 1984, Fabrice Cayla ajouta une extension, Les Chroniques de Linaïs, proposant des règles plus détaillées, tout en ajoutant un continent sud de Véris au continent de Lyn.

## Publications
Scénarios
- Le Labyrinthe magique, Le Palais du temps
- Le Domaine d’Orsia, L’Antre du collectionneur
- Le Chemin des ermites, Le Périple intérieur
- Les Balladins de la mort

Suppléments annoncés, jamais publiés
- La Vierge d’Istria

Une nouvelle édition baptisée L'Ultime Épreuve: Phoenix Édition fut annoncée en 2014, incluant l'intégralité de ce qui est paru pour la gamme, ainsi que du matériel inédit (contexte et scénarios). Le projet est porté par Géraud « myvyrrian » G. et Emmanuel Roudier, accompagnés d'un des fils de feu Fabrice Cayla.